# Chris Wood (Schauspieler)

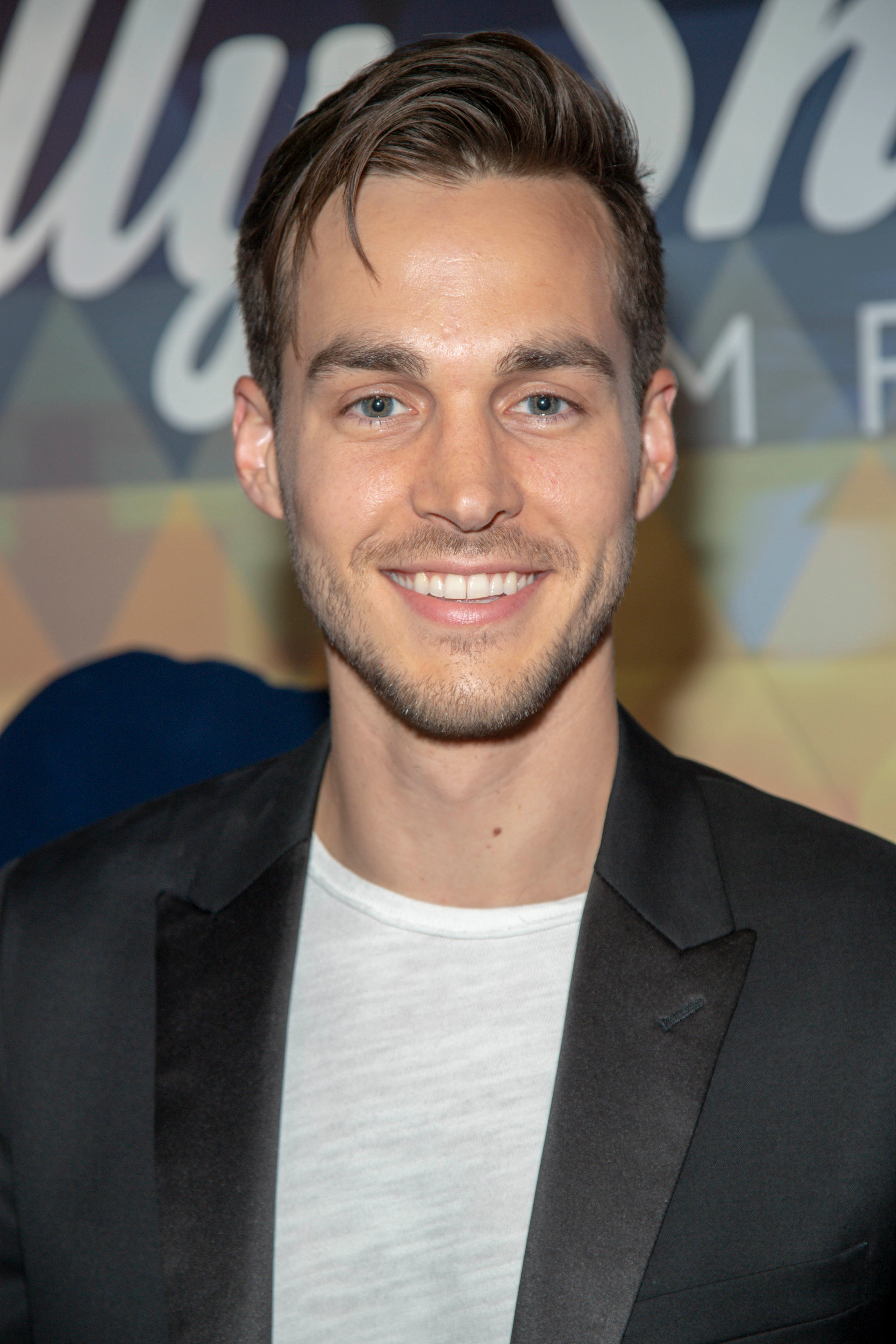
Chris Wood (2019)

Christopher Charles „Chris“ Wood (* 14. April 1988) ist ein US-amerikanischer Schauspieler.

## Leben
Chris Wood gab sein Schauspieldebüt 2013 in dem Fernsehfilm Browsers an der Seite von Bebe Neuwirth. Nationale Bekanntheit erlangte er durch seine Nebenrolle als Adam Weaver in der zweiten Staffel von The Carrie Diaries, das Prequel zu Sex and the City.
2014/2015 verkörperte Wood die Rolle des Kai Parker in der The-CW-Fernsehserie Vampire Diaries. 2016 spielte er in der CW-Fernsehserie Containment – Eine Stadt hofft auf Rettung die Rolle des Jake Riley. Von 2016 bis 2018 und in zwei Gastauftritten (einer 2020 und der zweite 2021) verkörperte er die Rolle des Mon-El im Superheldendrama Supergirl, das auf The CW ausgestrahlt wurde. 
Chris Wood heiratete im September 2019 seine Schauspielpartnerin Melissa Benoist (Supergirl). Aus dieser Ehe entstammt auch ein gemeinsamer Sohn, welcher im Jahr 2020 geboren wurde.

## Filmografie (Auswahl)
- 2010: The Magazine Girl (Kurzfilm)
- 2013: Browsers (Fernsehfilm)
- 2013: Major Crimes (Fernsehserie, Episode 2x11)
- 2013–2014: The Carrie Diaries (Fernsehserie, 6 Episoden)
- 2014: Girls (Fernsehserie, Episode 3x07)
- 2014–2015, 2017: Vampire Diaries (The Vampire Diaries, Fernsehserie, 19 Episoden)
- 2016: Containment – Eine Stadt hofft auf Rettung (Containment, Fernsehserie, 13 Episoden)
- 2016–2018, 2020–2021: Supergirl (Fernsehserie, 43 Episoden)
- 2017: The Flash (Fernsehserie, Episode 3x17)
- 2019: Jay and Silent Bob Reboot
- 2020: Legacies (Fernsehserie, Episoden 2x12 und 2x13)
- seit 2021: Masters of the Universe: Revelation (Fernsehserie, Stimme im Original)